# 勘米良亀齢
勘米良 亀齢（かんめら かめとし、1923年（大正12年）11月1日 - 2009年（平成21年）4月6日）は、昭和から平成時代の地質学者、古生物学者。

## 経歴・人物
熊本県球磨郡湯前町で生まれる。旧制人吉中学校（現・熊本県立人吉高等学校）を卒業後、熊本県立工業高等学校（現・熊本県立熊本工業高等学校）を経て、1943年（昭和18年）10月九州帝国大学理学部地質学科に入学する。戦時中の当時、資源調査要員として新潟・長野県境の富倉（現・長野県飯山市富倉）へ学徒動員される。終戦後の1946年（昭和21年）9月、同校卒業後、同年10月に同校理学部助手となり、のち教授となった。球磨川下流域の調査を中心とした中生界の層序および火成岩・変成岩に付随する古生層の関係の研究に端を発した紡錘虫の化石帯区分に関する研究は日本地質学会研究奨励賞を受賞した。のちプレートテクトニクスに研究対象を転換し、晩年は四万十帯の研究に尽力し、「付加体」の概念を提唱した。古生物学会評議委員・特別号編集委員長を歴任した。1987年（昭和62年）3月、定年退官。2009年（平成21年）4月6日、肺炎のため逝去した。85歳。